# Comuna Novomîkolaiivka, Ivanivka
Novomîkolaiivka (în ucraineană Новомиколаївка) este o comună în raionul Ivanivka, regiunea Herson, Ucraina, formată din satele Novomîkolaiivka (reședința) și Șîroka Balka.

## Demografie
Componența lingvistică a comunei Novomîkolaiivka
     Ucraineană (97,12%)
     Rusă (2,24%)
     Alte limbi (0,64%)
Conform recensământului din 2001, majoritatea populației comunei Novomîkolaiivka era vorbitoare de ucraineană (97,12%), existând în minoritate și vorbitori de rusă (2,24%).